# Ferdinand von Andrian-Werburg
Pour les articles homonymes, voir Andrian.
Ferdinand von Andrian-Werburg (né le 16 juillet 1776 à Goritz, mort le 12 mai 1851 à Ansbach) est un homme politique bavarois.

## Biographie
Andrian-Werburg (de) est le benjamin d'un colonel de l'armée de Palatinat-Bavière (de). Il entame une carrière militaire puis la quitte à 20 ans pour étudier le droit à l'université d'Ingolstadt. Après des études réussies, il devient juge, directeur de la police et enfin président de gouvernement. Il est pendant une courte période commissaire général de l'arrondissement du Rhin puis du Palatinat rhénan. Dans le cadre de cette fonction, il essaie en vain d'interdire la fête de Hambach qui a lieu et d'imposer la loi martiale sur la moitié du district du Rhin.
La même année, il est nommé commissaire général de l'arrondissement du Main (de) à Bayreuth puis en 1837 président du district de Basse-Franconie (Wurtzbourg) et la même année aussi de Haute-Franconie (Bayreuth à nouveau). En 1840, il est président du district de Moyenne-Franconie à Ansbach, avant sa retraite en 1848.
En 1838, il est nommé commandeur de l'Ordre de Saint-Michel.
Il est le grand-père de Ferdinand Leopold von Andrian-Werburg (de).